# Virieu
Virieu är en kommun i departementet Isère i regionen Auvergne-Rhône-Alpes i sydöstra Frankrike. Kommunen ligger i kantonen Virieu som tillhör arrondissementet La Tour-du-Pin. År 2018 hade Virieu 1 092 invånare.

## Befolkningsutveckling
Antalet invånare i kommunen Virieu
Referens:INSEE